# Общество святого Иоанна Крестителя в Монреале

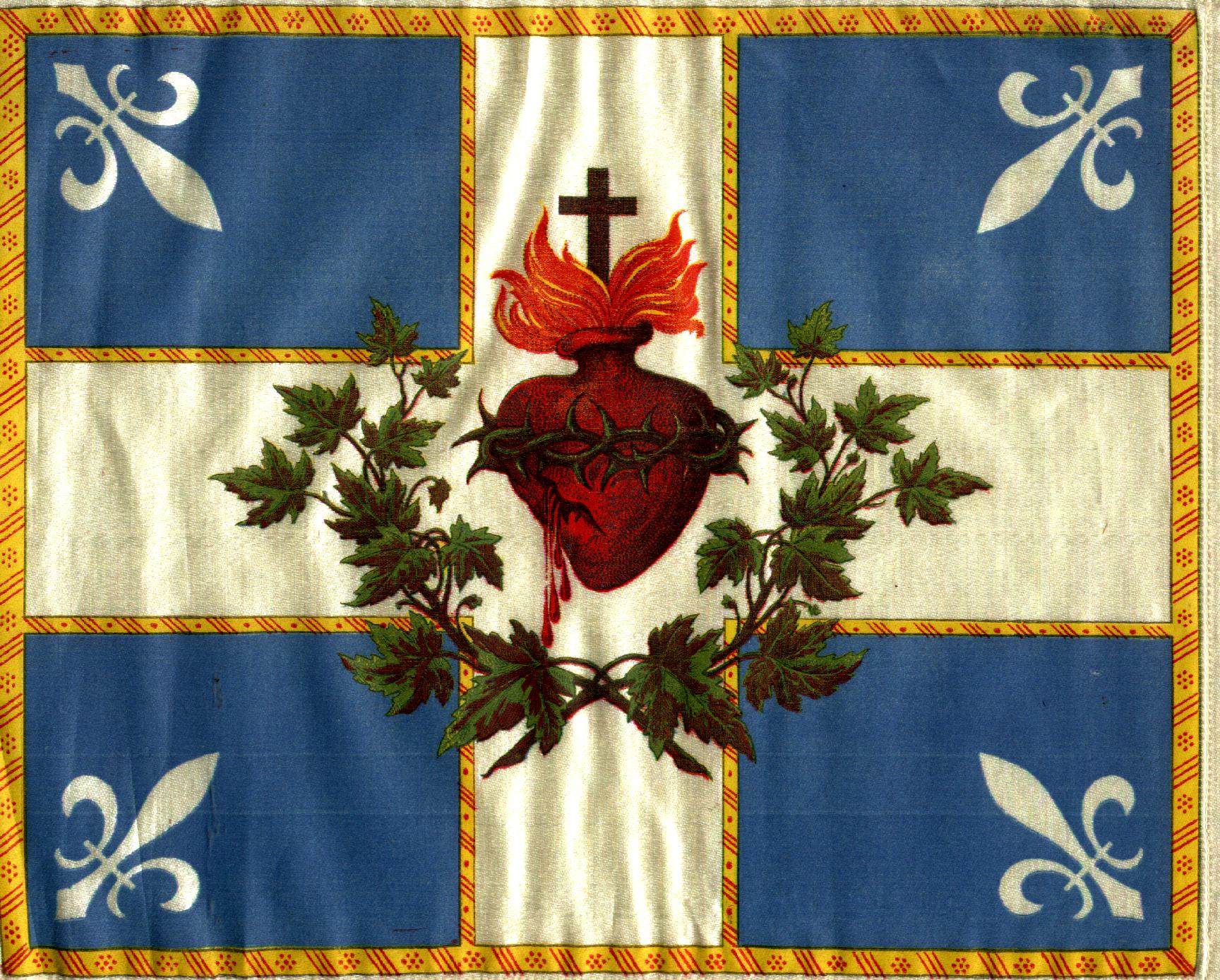
Carillon Sacré-Coeur: традиционный флаг Общества, ставший образцом для современного флага Квебека.

Общество святого Иоанна Крестителя в Монреале (фр.  Société Saint-Jean-Baptiste de Montréal, SSJB -Сен-Жан-Батист де Монреаль) — квебекская организация, ставящая своей целью защиту французского языка и квебекской культуры. Поддерживает независимость Квебека.

## История
Организация основана 8 марта 1834 года журналистом Люже Дюверне (фр. Ludger Duvernay). С начала своего существования деятельность Общества святого Иоанна Крестителя была направлена на защиту национальных прав франкоканадцев. Некоторые концепции деятельности организации изменились со временем. В частности, произошёл переход от этнического к культурно-территориальному национализму. Ориентация на суверенитет Квебека начиналось в организации с 1960-х годов XX столетия. До этого времени организация занималась защитой франкоканадской культуры в пределах Канады. Если до 1960-х годов Общество святого Иоанна Крестителя ставило своей целью защиту католицизма, то в нынешнее время оно полностью светское.
Название организации объясняется тем, что святой Иоанн Креститель считается покровителем французской Канады и в частности Квебека.
По инициативе Общества День святого Иоанна Крестителя (24 июня) был объявлен национальным праздником франкоканадцев. В настоящее время этот день отмечается в Квебеке как общенациональный праздник жителей провинции, независимо от их этнического происхождения.
Флаг Общества «Карийон-Святое-Сердце-Иисуса» (фр. Carillon Sacré-Coeur) стал основой для современного флага Квебека.
24 июня 1880 года на собрании Общества святого Иоанна Крестителя был впервые исполнен Канадский гимн. Тогда он считался гимном франкоканадской нации. Сто лет спустя, 1 июля 1980 года, этот гимн объявлен гимном всей Канады.
В настоящее время Общество святого Иоанна Крестителя входит в Национальное движение квебекцев (фр. Mouvement national des Québécoises et Québécois) федерации квебекский национальных организаций провинции.